# 糙叶大头橐吾
糙叶大头橐吾（学名：Ligularia japonica var. scaberrima）为菊科橐吾属下的一个变种。

## 扩展阅读
- 維基物種上的相關：糙叶大头橐吾